# Caius Maenius
Caius/Cneius Maenius (éventuellement Caius Maenius Antiaticus) est un homme d'État romain, consul en 338 av. J.-C. et nommé deux fois dictateur : 320 et 314 av. J.-C.

## Famille
Caius ou Cneius Maenius est fils de Publius Maenius et petit-fils de Publius Maenius.

## Biographie
En 338 av. J.-C., Caius Maenius fait paver de pierre le Comitium des Rostres républicains et fait décorer la tribune de six éperons de navires ennemis capturés lors de la victoire sur Antium,. Celle-ci est alors baptisée Rostra.
En 320 av. J.-C., Caius Maenius est nommé dictateur. Il prend M. Foslius Flaccinator comme maître de cavalerie.
En 314 av. J.-C., Caius Maenius est à nouveau nommé dictateur, pour enquêter sur les rumeurs de complot anti-romain à Capoue, tandis que les consuls vont affronter les Samnites,.